# NGC 7682
NGC 7682 је спирална галаксија у сазвежђу Рибе која се налази на NGC листи објеката дубоког неба.
Деклинација објекта је + 3° 32' 2" а ректасцензија 23h 29m 3,8s. Привидна величина (магнитуда) објекта NGC 7682 износи 13,3 а фотографска магнитуда 14,1. NGC 7682 је још познат и под ознакама UGC 12622, MCG 0-59-47, CGCG 380-62, ARP 216, VV 329, NPM1G +03.0615, PGC 71566.